# قلعة حسين أباد
قلعة حسين‌ أباد (بالفارسية: قلعه حسین‌ آباد) هي قلعة تاريخية تعود إلى عصر الدولة الزندية، وتقع في مقاطعة تفت.